# Alta Vista, Iowa
Alta Vista là một thành phố thuộc quận Chickasaw, tiểu bang Iowa, Hoa Kỳ. Năm 2010, dân số của thành phố này là 266 người.

## Dân số
Dân số qua các năm:
- Năm 2000: 286 người.
- Năm 2010: 266 người.